# Famke Janssen
Pour les articles homonymes, voir Janssen et Beumer.
Famke Janssen [ˈfɑmkə ˈjɑnsə(n)], née le 5 novembre 1964 à Amstelveen, est une actrice et mannequin néerlandaise.
Elle est révélée au grand public mondial en incarnant une James Bond girl vénéneuse dans le blockbuster GoldenEye (1995), puis en interprétant l'héroïne Jean Grey dans la saga X-Men (2000-2014). C'est aussi durant cette période qu'elle impressionne en tenant le rôle récurrent d'Ava Moore dans la série dramatique Nip/Tuck (2004-2010).
Durant les années 2010, elle est surtout connue pour jouer la femme du héros de la trilogie d'action Taken (2008-2015), puis pour des rôles plus développés à la télévision depuis 2015, elle interprète des personnages récurrents dans les séries à succès How to Get Away with Murder et Blacklist, mais est également l'actrice principale des éphémères séries dramatiques Hemlock Grove (2013-2015) et The Blacklist: Redemption (2017).

## Biographie

### Enfance et formation
Famke Janssen est née à Amstelveen aux Pays-Bas. Le prénom Famke signifie « petite fille » en frison, la langue parlée dans la province de Frise aux Pays-Bas. En plus de sa langue maternelle, le néerlandais, elle a appris l'anglais, l'allemand et le français qu’elle parle couramment. Elle a deux sœurs, Antoinette Beumer (réalisatrice) et Marjolein Beumer (actrice).
À la suite de l'obtention de son diplôme d'études secondaires, elle étudie pendant un an l'économie à l'université d'Amsterdam, l'idée, selon elle, la plus stupide qu'elle ait jamais eue. Au début des années 1990, elle s'inscrit à l'université Columbia pour y étudier l'écriture et la littérature, elle en ressort diplômée deux ans plus tard.

### Vie privée
Elle vit à New York dans le quartier de Greenwich Village.
Elle a été mariée au scénariste et réalisateur Tod Culpan « Kip » Williams, fils de l'architecte Tod Williams, entre 1995 et 2000.
C'est elle-même qui a enregistré la version néerlandaise de l'attraction Studio Backlot Tour ou sa version française : Studio Tram Tour: Behind the Magic, dans tous les parcs d'attraction Disney.
La taille de ses pieds lui a valu une certaine notoriété lors de la sortie de GoldenEye car il a fallu lui faire faire des chaussures sur mesure (elle chausse du 44).
Elle est végétarienne et a également posé pour PETA.

En 2016, l'actrice exprime publiquement sa frustration de ne pas avoir été intégrée dans le nouveau film de la saga X-Men, X-Men: Apocalypse. Elle accuse ouvertement Hollywood de faire preuve de sexisme envers les femmes plus âgées. Elle dit : 

« Les femmes, c'est intéressant parce qu'elles sont remplacées et les anciennes versions ne doivent jamais être revues...alors que les hommes sont autorisés à être plus âgés. »

Concernant X-Men: Dark Phoenix qui développe, à nouveau, l'arc narratif centré sur le personnage de Jean Grey et son alter ego, Le Phoenix, autrefois abordé dans X-Men : L'Affrontement final mais dont le traitement fut peu apprécié par les fans des comics, l'actrice s'est exprimée publiquement :

« Je suis heureuse que la saga Dark Phoenix obtienne enfin son dû. Lorsque nous nous sommes attaqués à L’Affrontement Final, nous n’avions pas eu suffisamment de temps. Je me souviens avoir entendu les fans après la fin du film dire qu’ils étaient déçus qu’un énorme moment dans la bande dessinée ait récolté si peu de temps à l’écran. Je suis contente qu’ils donnent à Phoenix ce qu’elle mérite. »

## Carrière

### Mannequinat et révélation au cinéma
C'est en 1984, après s'être installée aux États-Unis, qu'elle entame sa carrière de mannequin pour l'agence Elite. Elle travaille alors pour Yves Saint Laurent, Chanel, et Victoria's Secret. Ce n'est qu'après avoir obtenu son diplôme en littérature et art dramatique à l'université Columbia qu'elle part pour Los Angeles pour poursuivre sa formation d'actrice, débutée sous la tutelle d'Harold Guskin, en suivant les cours de Roy London et en décrochant ses premiers rôles.
Après s'être installée à Los Angeles, Famke obtient ses premiers petits rôles dans des séries télévisées comme Star Trek : La Nouvelle Génération et Melrose Place.
En 1992, elle décroche son premier rôle dans un long métrage aux côtés de Jeff Goldblum dans le film Fathers & Sons.
Mais c'est en 1995 qu'elle se fait vraiment remarquer dans son rôle de femme fatale dans GoldenEye, le premier James Bond joué par Pierce Brosnan. Le couple est d'ailleurs nommé lors de la cérémonie des MTV Movie Awards dans la catégorie meilleure baston.
En 1998, forte d'une nouvelle popularité, elle apparaît dans huit films, dont The Faculty, Un cri dans l'océan, Les joueurs et notamment RPM, qui permettent d'asseoir son statut.
L'année suivante, elle joue dans le film d'horreur La maison de l'horreur avec notamment Ali Larter, Geoffrey Rush et Taye Diggs, bien que le film soit démoli par les critiques, il est largement rentabilisé. Famke est saluée lors des Blockbuster Entertainment Awards par une nomination dans la catégorie meilleur second rôle féminin dans un film d'horreur.

### Succès cinématographique et télévisuel

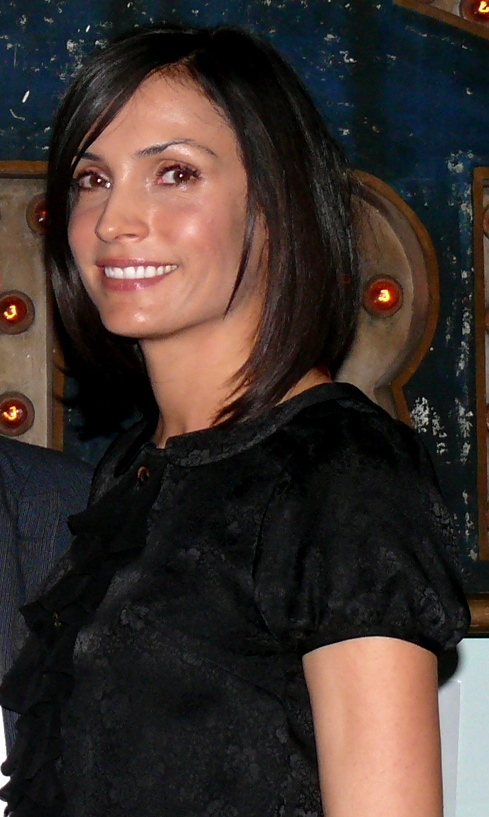
Famke Janssen à la première de Turn the River au Festival international du film de Boston, en 2008.

En 2000, elle prête ses traits à Jean Grey dans le blockbuster de Bryan Singer, X-Men. Elle reprend son rôle dans X-Men 2 en 2003, puis dans X-Men : L'affrontement final en 2006, cette fois sous la direction de Brett Ratner. Les trois films sont des énormes succès commerciaux et la performance de Famke est notamment récompensée, en 2007, lorsqu'elle remporte le Saturn Award de la meilleure actrice dans un second rôle.
Elle apparaît également dans deux épisodes de la quatrième saison de la série comique Ally McBeal.
Elle joue entre-temps le rôle d'Ava Moore, une transgenre manipulatrice professionnelle du coaching, dans les saisons 2 et 3 de la série Nip/Tuck entre 2004 et 2005. Grâce à sa performance, elle est élue artiste féminine de l'année, en 2005, lors de la cérémonie des Hollywood Life's Breakthrough Artist of the Year Award. Elle reprend son rôle pour deux épisodes, dans la dernière saison de ce show à succès.
En 2006, lors du Festival international du film des Hamptons, elle est récompensée d'un Golden Starfish Awards pour l'ensemble de sa carrière.
L'année d'après, elle obtient le rôle principal du film indépendant La dernière mise qui lui permet de décrocher le trophée de la meilleure actrice ainsi que le prix spécial, un doublé, toujours à ce même festival.
Entre 2008 et 2015, elle fait partie de la distribution principale de la populaire franchise d'action produite par Luc Besson, et menée par Liam Neeson, Taken.

### Réalisation et séries télévisées

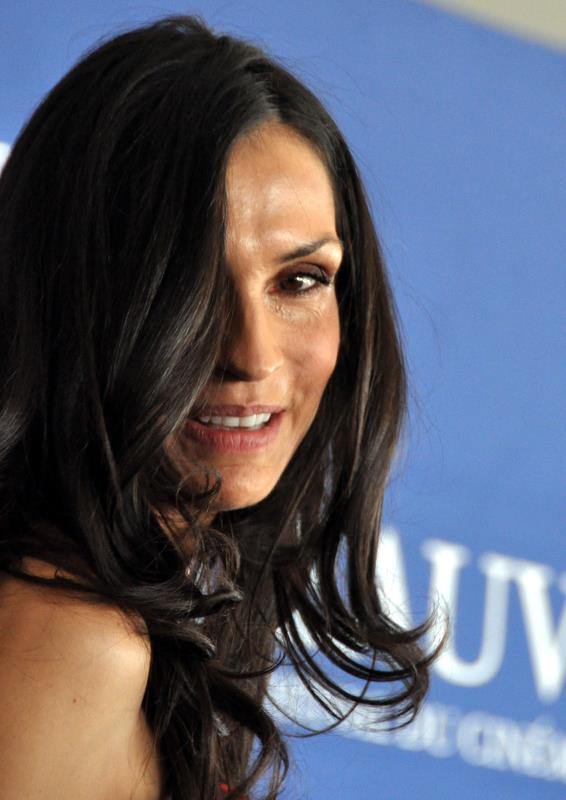
Famke Janssen à la première de Down the Shore au festival du cinéma américain de Deauville en 2011.

Elle passe derrière la caméra, en 2011, pour son premier film Bringing up Bobby. avec Milla Jovovich et Marcia Cross dans les rôles principaux.
En 2013, elle est membre du jury des longs-métrages du Festival du cinéma américain de Deauville, sous la présidence de Vincent Lindon. Cette année-là, elle incarne la méchante dans la comédie horrifique Hansel et Gretel : Witch Hunters avec Jeremy Renner et Gemma Arterton. Le film est un succès commercial, décrochant la première place au box office lors de sa sortie et cumulant plus de 226 millions de dollars de recettes en fin d'exploitation.

Puis, elle retrouve le rôle de Jean Grey, le temps d'apparitions dans Wolverine : Le Combat de l'immortel, de James Mangold, puis X-Men: Days of Future Past, de Bryan Singer, sorti en 2014.

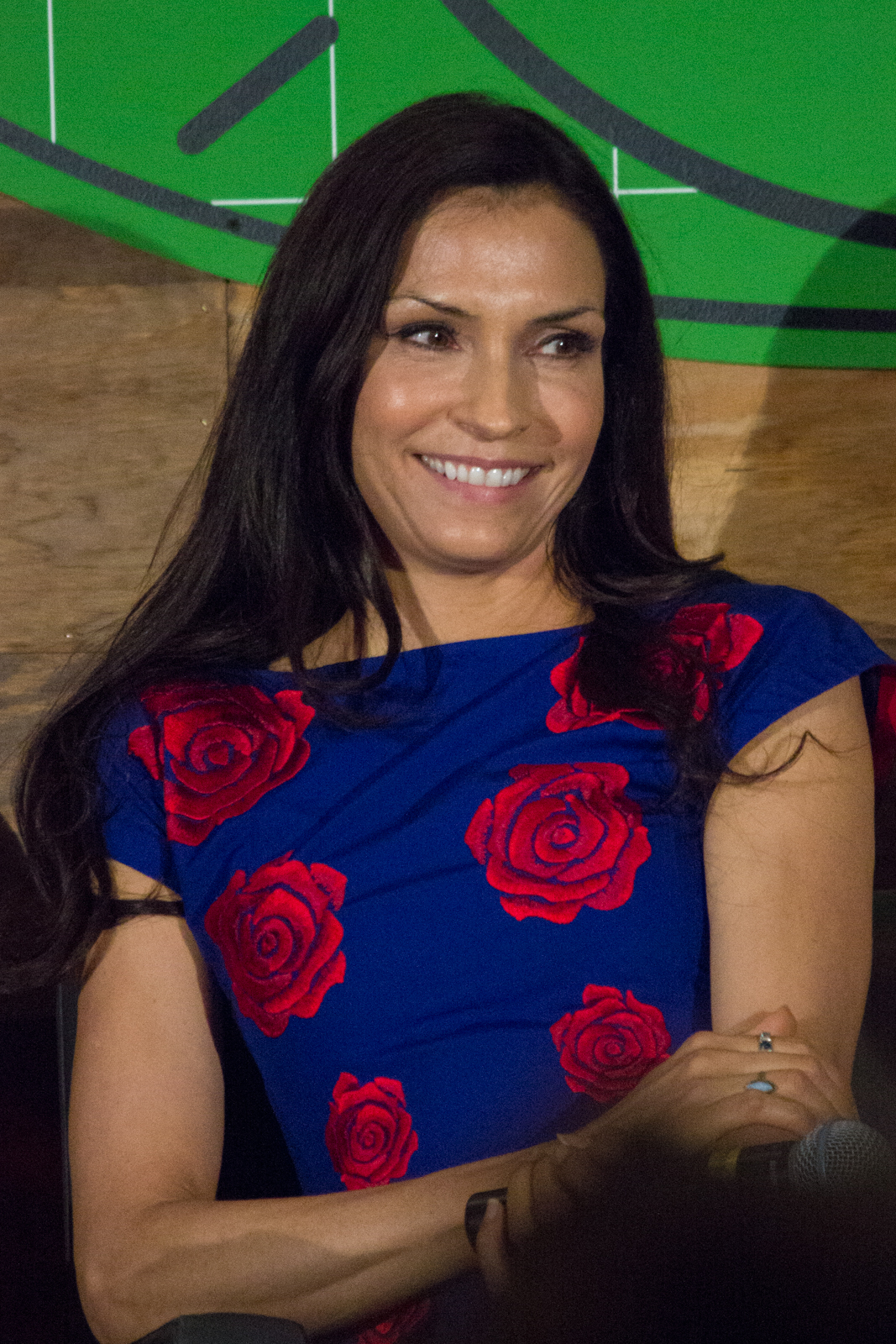
Famke Janssen, lors du Festival ATX TV 2014 pour la série Hemlock Grove.

Parallèlement, elle interprète le premier rôle féminin de la série d'horreur Hemlock Grove, produite par Eli Roth, le temps de trois saisons diffusées exclusivement sur la plateforme Netflix. Elle rejoint ensuite la distribution récurrente de la série How to Get Away with Murder, popularisée par l'oscarisée Viola Davis et décroche une nomination lors des Gold Derby Awards dans la catégorie meilleure actrice invitée dans une série télévisée dramatique.
En 2016, elle tient le rôle de Susan Hargrave dans quelques épisodes de la troisième saison la série Blacklist, dont l'un sert d'épisode pilote du spin-off, The Blacklist: Redemption, dont elle est l'actrice principale et qui est diffusée courant 2017.

En mai 2017, le réseau NBC annonce l'arrêt de la série à l'issue de la première saison, faute d'audiences. Elle réapparaît alors dans la série mère en tant que récurrente.

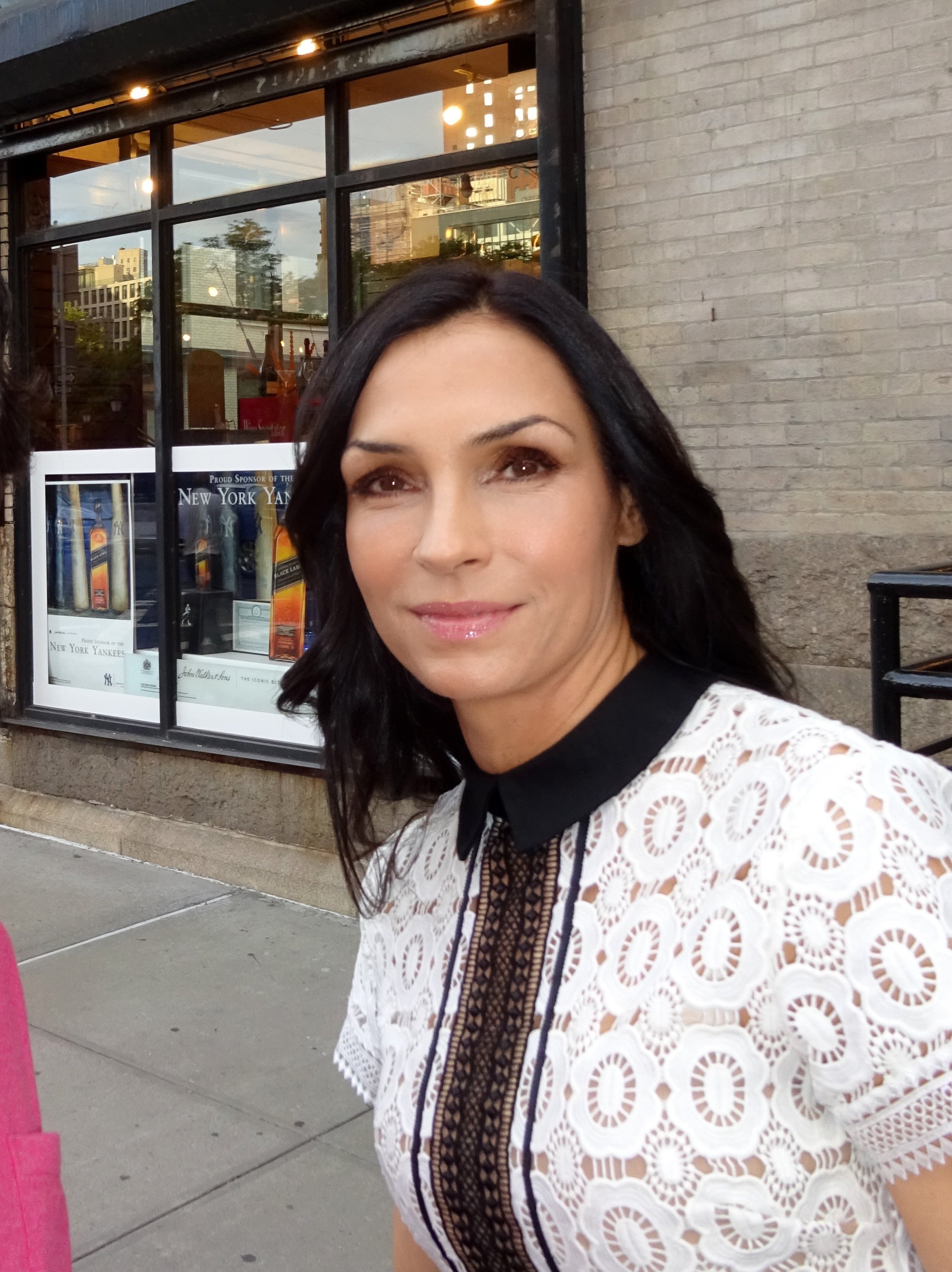
En juin 2016, à New York.

Côté cinéma, elle rejoint Bruce Willis et Jason Momoa pour la comédie, L.A. Rush, sorti directement en vidéo, et en avril 2017, elle intègre la distribution du film Asher du Britannique Michael Caton-Jones. Elle seconde également Josh Duhamel dans le thriller This Is Your Death de Giancarlo Esposito.
En 2018, elle joue le rôle principal du thriller dramatique de Cuba Gooding Jr., Louisiana Caviar, secondée par Katharine McPhee.
En 2019, elle retrouve son personnage récurrent d'Eve Rothlow, à partir de la saison 5 de Murder, et, la même année, elle intègre la mini-série en quatre parties, dont la diffusion est attendue sur la plateforme Netflix, Dans leur regard, de la réalisatrice Ava DuVernay. Rejoignant ainsi une large distribution d'acteurs comme Joshua Jackson, Vera Farmiga, Felicity Huffman, Kylie Bunbury, Aunjanue Ellis et Storm Reid. La série s'attaque à l'une des affaires judiciaires les plus compliquées des années 1980 aux U.S.A avec le viol présumé d'une joggeuse à Central Park et l'arrestation de plusieurs hommes noirs qui en découle. Ce programme est largement plébiscité par la critique,,,,.
La même année, elle intègre la distribution du drame romantique Endless par le réalisateur Scott Speer aux côtés des jeunes montants Nicholas Hamilton et Alexandra Shipp, cette dernière ayant succédé à Halle Berry afin de prêter ses traits à la mutante Tornade dans la deuxième partie de la série de films X-Men,.
Dans le même temps, elle rejoint la distribution d'une mini-série du réseau BBC, The Capture, aux côtés de Ron Perlman et Holliday Grainger,.
En 2020, elle joue dans le film d'action Primal, aux côtés de Nicolas Cage,.

## Filmographie

### Cinéma
- 1992 : Un fils en danger (Fathers & Sons) de Paul Mones : Kyle Christian
- 1994 : Relentless IV: Ashes to Ashes de Oley Sassone : Dr Sara Lee Jaffee
- 1995 : Le Maître des illusions (Lord of Illusions) de Clive Barker : Dorothea Swann
- 1995 : GoldenEye de Martin Campbell : Xenia Onatopp
- 1996 : Dead Girl d'Adam Coleman Howard : Treasure
- 1997 : City of Crime (City of Industry) de John Irvin : Rachel Montana
- 1998 : La Loi du sang (Monument Ave.) de Ted Demme : Katy O'Connor
- 1998 : The Gingerbread Man de Robert Altman : Leeanne Magruder
- 1998 : Un cri dans l'océan (Deep Rising) de Stephen Sommers : Trillian St. James
- 1998 : RPM de Ian Sharp : Claudia Haggs
- 1998 : Les Joueurs de John Dahl (Rounders) : Petra
- 1998 : Celebrity de Woody Allen : Bonnie
- 1998 : The Adventures of Sebastian Cole de Tod Williams : Fiona
- 1998 : The Faculty de Robert Rodriguez : Miss Elizabeth Burke
- 1999 : La Maison de l'horreur (House on Haunted Hill) de William Malone : Evelyn Stockard-Pryce
- 2000 : Love & Sex de Valerie Breiman : Kate Welles
- 2000 : Circus de Rob Walker : Lily Garfield
- 2000 : X-Men de Bryan Singer : Jean Grey
- 2001 : Made de Jon Favreau : Jessica
- 2001 : Pas un mot (Don't Say a Word) de Gary Fleder : Aggie Conrad
- 2002 : Espion et demi (I Spy) de Betty Thomas : Special Agent Rachel Wright
- 2003 : X-Men 2 (X2) de Bryan Singer : Jean Grey
- 2004 : Folles funérailles (Eulogy) de Michael Clancy : Judy Arnolds
- 2005 : Trouble jeu (Hide and Seek) de John Polson : Katherine Carson
- 2006 : The Treatment d'Oren Rudavsky : Allegra Marshall
- 2006 : X-Men : L'affrontement final de Brett Ratner : Jean Grey / Le Phénix
- 2007 : The Ten de David Wain : Gretchen Reigert
- 2007 : Turn the River de Chris Eigeman : Kailey Sullivan
- 2008 : Wackness de Jonathan Levine : Mrs Squires
- 2008 : Taken de Pierre Morel : Lenore Mills, l'ex-femme de Bryan
- 2008 : Périmètre mortel (100 Feet) d'Eric Red : Marnie Watson
- 2010 : Le caméléon de Jean-Paul Salomé : Jennifer Johnson
- 2011 : Down the Shore de Harold Guskin : Mary
- 2012 : Taken 2 d'Olivier Megaton : Lenore Mills, l'ex-femme de Bryan
- 2013 : Hansel and Gretel: Witch Hunters de Tommy Wirkola : Muriel
- 2013 : Wolverine : Le Combat de l'immortel (The Wolverine) de James Mangold : Jean Grey
- 2014 : Dernier Combat (en) (A Fighting Man) de Damian Lee : Diane Schuler
- 2014 : X-Men: Days of Future Past de Bryan Singer : Jean Grey
- 2015 : Taken 3 d'Olivier Megaton : Lenore Mills, l'ex-femme de Bryan
- 2015 : Jack of the Red Hearts de Janet Grillo : Kay Adams
- 2017 : This Is Your Death de Giancarlo Esposito : Ilana Katz
- 2017 : Happy Birthday de Susan Walter : Vanessa
- 2017 : L.A. Rush (Once Upon a Time in Venice) de Mark et Robb Cullen : Katey Ford
- 2018 : Status Update de Scott Speer : Katherine Alden
- 2018 : Asher de Michael Caton-Jones : Sophie
- 2018 : Bayou Caviar de Cuba Gooding Jr. : Nic
- 2019 : The Poison Rose de George Gallo : Jayne Hunt
- 2019 : Primal de Nick Powell : Dr. Ellen Taylor
- 2020 : Bons Baisers du tueur (The Postcard Killings) de Danis Tanović : Valerie Kanon
- 2020 : Endless de Scott Speer : Lee Douglas
- 2021 : Braquage final (The Vault) de Jaume Balagueró : Margaret
- 2021 : Dangerous de David Hackl : Agent Shaughessy
- 2022 : Redeeming Love de D. J. Caruso : Duchesse
- 2023 : Les Chevaliers du Zodiaque (聖闘士星矢 The Beginning, Knights of the Zodiac?) de Tomasz Bagiński : Guraad
- 2023 : Locked In : Katherine
- 2023 : Boy Kills World de Moritz Mohr : Hilda

### Télévision

#### Séries télévisées
- 1992 : Star Trek : La Nouvelle Génération : Kamala
- 1993 : Melrose Place : Diane Adamson
- 1994 : Le retour des incorruptibles : Cleo
- 2000 : Ally McBeal : Jamie
- 2004 - 2010 : Nip/Tuck : Ava Moore
- 2013 - 2015 : Hemlock Grove : Olivia Godfrey
- 2015 : SuperMansion : Frau Mantis (voix)
- 2015 - 2016 / 2019 - 2020 : Murder (How to Get Away with Murder) : Eve Rothlow
- 2016 - 2018 : Blacklist : Susan Scott « Scottie » Hargrave
- 2016 : Robot Chicken : Jean Grey (voix)
- 2017 : Blacklist : Redemption : Susan Scott « Scottie » Hargrave
- 2019 : Dans leur regard (When They See Us) : Nancy Ryan
- 2019 : The Capture : Jessica Mallory

#### Téléfilms
- 1994 : Mannequin le jour (Model by Day) de Christian Duguay : Lady X
- 2007 : Alibi de Tony Goldwyn : Christie Winters
- 2009 : The Farm de Ilene Chaiken : Valentina Galindo

### En tant que réalisatrice
- 2011 : Bringing Up Bobby (également scénariste et productrice)

## Distinctions

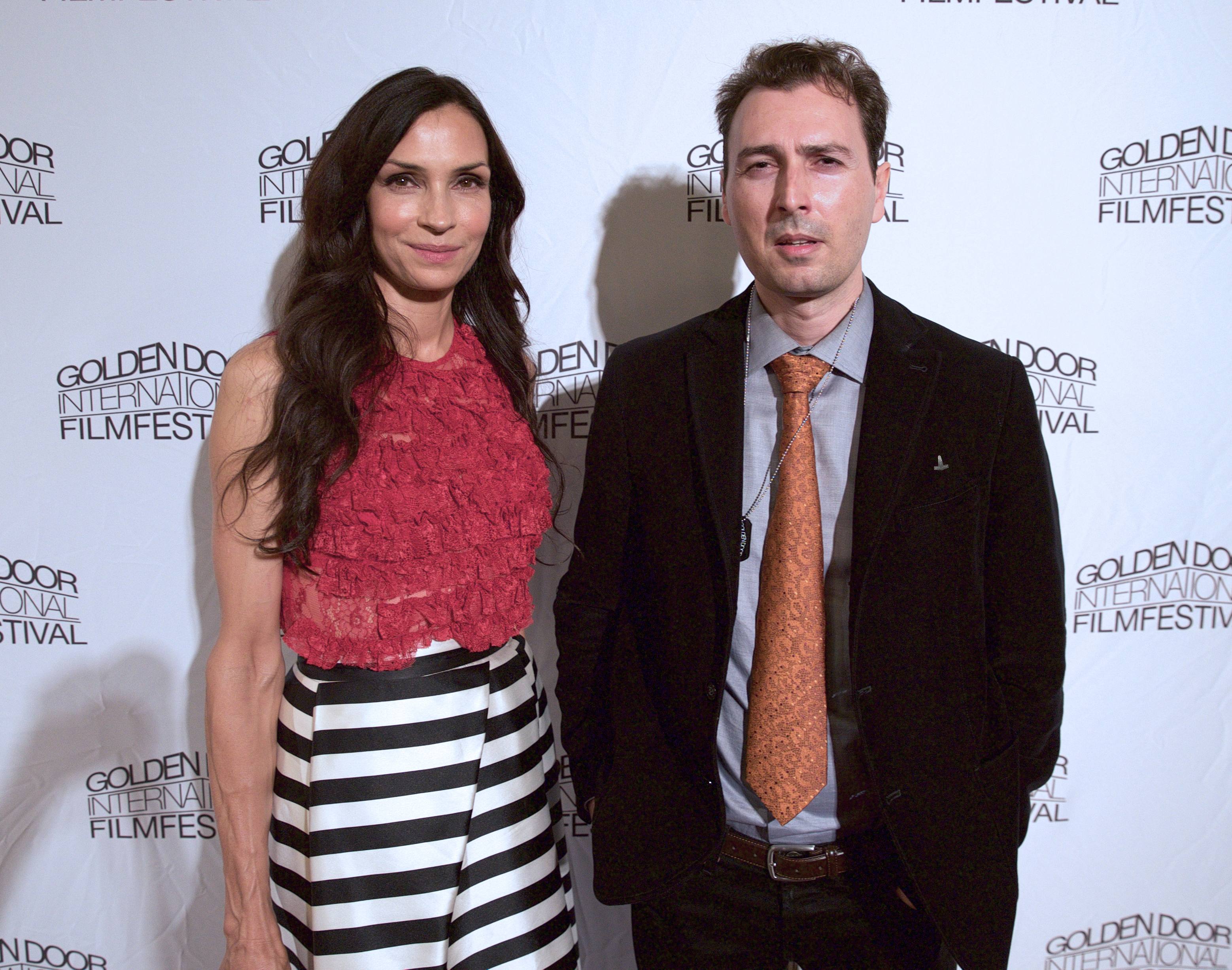
Famke Jansen et Artur Balder au Golden Door International Film Fest 2015.

Sauf indication contraire, les informations mentionnées dans cette section peuvent être confirmées par la base de données cinématographiques IMDb,  présente dans la section « Liens externes ».

### Récompenses
- Hollywood Life's Breakthrough Artist of the Year Award : Élue artiste de l'année pour sa participation à la série télévisée Nip/Tuck
- High Falls Film Festival 2006 : Susan B. Anthony 'Failure is Impossible' Award pour Turn The River
- Festival international du film des Hamptons 2006 : Lauréate du Golden Starfish Award pour l'ensemble de sa carrière
- Festival international du film des Hamptons 2007 : Prix spécial pour Turn The River
- Festival international du film des Hamptons 2007 : Meilleure actrice pour Turn The River
- Saturn Awards 2007 : Meilleure actrice dans un second rôle pour X-Men : L'affrontement final

### Nominations
- MTV Movie Awards 1996 : Meilleure baston pour GoldenEye, nomination partagée avec Pierce Brosnan
- Blockbuster Entertainment Awards 2000 : Meilleur second rôle féminin dans un film d'horreur pour La maison de l'horreur
- Fangoria Chainsaw Awards 2000 : meilleure actrice dans un second rôle pour La maison de l'horreur
- Blockbuster Entertainment Awards 2001 : Meilleur second rôle féminin dans un film de science fiction pour X-Men
- Scream Awards 2006 : Meilleur superhéros et Superhéros le plus sexy pour X-Men : L'affrontement final
- Teen Choice Awards 2006 : Meilleur baiser pour X-Men : L'affrontement final, nomination partagée avec Hugh Jackman
- Gold Derby Awards 2016 : Meilleure actrice invitée dans une série télévisée dramatique pour How to Get Away with Murder

## Voix françaises
En France, Juliette Degenne est la voix française régulière de l’actrice.
Au Québec, Élise Bertrand est la voix québécoise régulière de l'actrice.

### Crédits
- (en) Cet article est partiellement ou en totalité issu de l’article de Wikipédia en anglais intitulé « Famke Janssen » (voir la liste des auteurs).